# Ohmdenosaurus
Ohmdenosaurus liasicus
Genre
Espèce
Ohmdenosaurus (signifiant « lézard de Ohmden ») est un genre de dinosaures sauropodes du Jurassique inférieur retrouvé en Europe. Sa taille est estimée à environ 4 mètres de long. 
L'espèce-type, et seule espèce, Ohmdenosaurus liasicus, est décrite par Rupert Wild en 1978.

## Découverte
Dans les années 1970, le paléontologue Rupert Wild visite l’Urwelt-Museum Hauff d'Holzmaden, en Allemagne, et note qu'un tibia fossile exposé est classifié comme plésiosaure alors qu'il reconnaît plutôt ce dernier comme étant un os de dinosaure.
La provenance exacte de cet os fossile n'est pas connue. En 1978, Wild décrit l'espèce-type Ohmdenosaurus liasicus. Le nom générique fait référence à Ohmden, une ville de Bade-Wurtemberg non loin d'une formation d'Argiles à Posidonies, formation géologique dans laquelle on soupçonne que les éléments fossiles ont été trouvés. Le nom spécifique vient du Lias, ancien nom du Jurassique inférieur.
L'holotype, n'ayant pas de numéro d'inventaire, est constitué d'un tibia droit (d'une taille de 405 millimètres, ce qui est très court pour un sauropode), d'un astragalus et d'un calcaneus. 
En 1990, John Stanton McIntosh a classifié le genre dans la famille des Vulcanodontidae mais, à l'époque, cette dernière servait comme catégorie fourre-tout. Cette classification n'a pas encore été confirmée.